# Diviziunea de recensământ 17, Alberta
Diviziunea de recensământ din provincia canadiană Alberta cuprinde:
- Cities (Orașe)

- Towns (Localități urbane)
  - High Level
  - High Prairie
  - Manning
  - Rainbow Lake
  - Slave Lake
  - Swan Hills
- Villages (Sate)
  - Hines Creek
  - Nampa
- Specialized municipalities Teritorii speciale
  - Mackenzie County
- Municipal districts (Districte municipale)
  - Big Lakes, M.D. of
  - Clear Hills County
  - Lesser Slave River No. 124, M.D. of
  - Northern Lights, County of
  - Northern Sunrise County
  - Opportunity No. 17, M.D. of
- Improvement districts (Teritorii neîncorporate)

- Indian reserves (Rezervații indiene)
  - Beaver Ranch 163
  - Boyer 164
  - Bushe River 207
  - Child Lake 164A
  - Clear Hills 152C
  - Drift Pile River 150
  - Fort Vermilion 173B
  - Fox Lake 162
  - Hay Lake 209
  - Jean Baptiste Gambler 183
  - John d'Or Prairie 215
  - Kapawe'no First Nation 
    - Freeman 150B
    - Grouard 230
    - Halcro 150C
    - Pakashan 150D

  - Loon Lake 235
  - Sawridge 150G
  - Sawridge 150H
  - Sucker Creek 150A
  - Swan River 150E
  - Tall Cree 173
  - Tall Cree 173A
  - Upper Hay River 212
  - Utikoomak Lake 155
  - Utikoomak Lake 155A
  - Wabasca 166
  - Wabasca 166A
  - Wabasca 166B
  - Wabasca 166C
  - Wabasca 166D
  - Woodland Cree 226
  - Woodland Cree 228